# Cabo Ferret

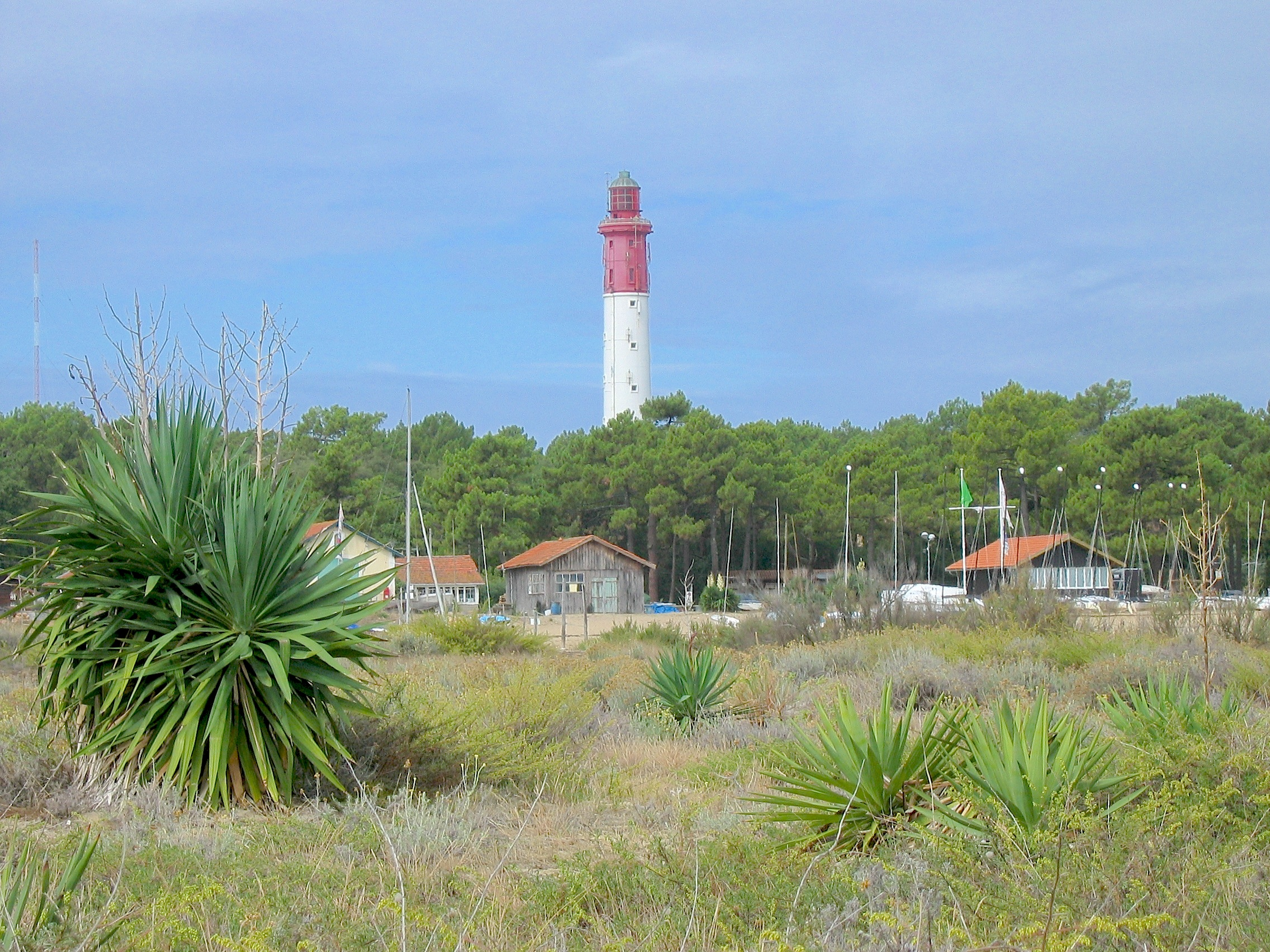
Faro del Cabo Ferret

El cabo Ferret (en francés: Cap Ferret, en gascón Herret) es un cabo de la costa atlántica de Francia que forma un cordón o península litoral. Se encuentra en el extremo meridional de la península de Lège-Cap-Ferret en Gironda, en el corazón de las Landas de Gascuña y el Pays de Buch. Separa el océano Atlántico y la bahía de Arcachon. Famoso por su faro y lugar vacacional y turístico que ha sabido conservar su hábitat natural paisajístico. 
La península Ferret solo tiene 3.000 años de historia geológica, es la formación más reciente de la costa gascona. Como en el resto de la Landas de Gascuña, el estrato más antiguo está formado por capas de arenisca, compuesta por granos de cuarzo cimentados entre ellos por la descomposición de arcillas con componentes en hierro y materia orgánica. El componente ferruginoso, por acción del agua del océano, es oxidado, dotándole del color rojizo del cual ha derivado su nombre: herret, en gascón, ferret en francés posteriormente, aludiendo al color del herrumbre. 
El cabo Ferret permaneció deshabitado hasta el siglo XIX cuando algunos pescadores de La Teste se instalaron permanentemente en distintos lugares de la península, mientras que punta solo era ocupada temporalmente. Protegidos por la punta del cabo Ferret, en estas zonas encontraron un lugar donde refugiarse de los fuertes vientos de oeste en la zona, al mismo tiempo que estaban cerca de los bancos de peces. En 1857, una docena de chozas se encontraban ya edificadas completamente, el famoso "barrio de los pescadores". A lo largo de esta segunda mitad del siglo XIX, algunos funcionarios, aduaneros, encargados del faro y empleados forestales se fueron instalando también en la población de pescadores.
Por otro lado, bajo el impulso de Napoleón III, la ostricultura se generalizó en diversas zonas de Francia a mitad del siglo XIX; se empezaron a instalar y explotar parcelas de producción de ostras que se han convertido, junto con el turismo, en el principal recurso económico local de la zona. 